# عظم وتدي
العظم الوتدي (بالإنجليزية: Sphenoid bone)‏ هو عظم فردي (غير زوجي) متوضع في قاعدة الجمجمة إلى الأمام من العظمين الصدغيين والقسم القاعدي للعظم القذالي. يُشبه العظم الوتدي إلى حد ما الفراشة أو الخفاش عندما يمد جناحيه، توشّح بهذا الاسم نسبةً إلى طائر سفنكس الإسطوري.
- يسهم في تشكيل كل من:
- قاعدة القحف (الحفرة القحفية الوسطى، وجزء صغير من الحفرة القحفية الأمامية)
- جزء من قبة القحف (الجدار الجانبي للقحف)
- جوف الحجاج
- جوف الأنف (بشكل صغير لأنه يتمفصل مع الأجزاء الخلفية من التيه الغربالي والصفيحة الخماسية للعظم الغربالي).

يتمفصل مع العظام التالية : الجبهي، الغربالي، القذالي، عظم حاجزي، الجداريين، الصدغيين، الوجنيين، والحنكيين.

## أولاً: جسم الوتدي
هو القسم المتوسط للعظم الوتدي، له شكل مكعب أي ستة وجوه:

### أولاً: الوجه العلوي
وجه داخل قحفي يتميز بالمعالم التالية:
- الناتئ الغربالي: للتمفصل مع الصفيحة المصفوية للغربالي .
- الملحم الوتدي (الخد) (بالإنجليزية: Jugum)‏: صفيحة مسطحة تتحد بالصفيحة المصفوية للغربالي.
- ثلم المصلبة (Chiasmatic sulcus (groove: ميزابة معترضة تقع خلف الملحم الوتدي، يتصالب فيها العصبان البصريان.
- السرج التركي Sella turcica: يتكون من:

1. الحديبة السرجية Tuberculum sallae: بروز أمامي، يتبارز كل من طرفيها للخلف مشكلاً الناتئ السريري الأوسط Middle clinoid process .
2. حفرة الغدة النخامية: إلى الخلف على شكل انخفاض عميق تسكنه الغدة النخامية.
3. ظهر السرج Dorsum sellae : بروز خلفي، يتبارز منها باتجاه الأمام في كل

جانب الناتئ السريري الخلفي Posterior clinoid process .
نتيجة : حفرة الغدة النخامية تحدها من الأمام الحديبة السرجية ومن الخلف ظهر السرج.

### ثانياً الوجه الأمامي
يتميز بالمعالم التالية:
- العرف الوتدي Sphenoidal crest: يوجد بمنتصف الوجه الأمامي، يتمفصل مع الصفيحة العمودية للغربالي ويشكل قسماً من وتيرة الأنف.
- فتحتا الجيبين الوتديين: تتوضعان على جانبي العرف الوتدي، وتنفتحان على الردب الغربالي الوتدي.
- الجيب الهوائي الوتدي: هو جيب واقع داخل جسم الوتدي يفتح بفتحتين هما فتحتا -الجيب الوتدي.
- أنصاف خلايا تتمفصل مع التيه الغربالي.

### ثالثاً: الوجه السفلي
يسهم بتشكيل الوتيرة، يوجد عليه تبارز نحو الأسفل هو المنقار الوتدي Sphenoidal rostrum الذي يتمفصل مع الميكعة، بحيث يدخل بين جناحيها ويحدد
معها النفق الوتدي الميكعي.

### رابعاً الوجه الخلفي
لتحم مع العظم القذالي.

### خامساً: الوجهان الجانبيان
يحتفر كلاً منهما تلم هو التلم السباتي Carotid sulcus (groove) يمر منه
الشريان السباتي الباطن الذي يغذي الدماغ ويعطي فرع عيني (شريان العين)،ويتواجد على الجزء الخلفي للحافة الوحشية للتلم بروز يسمى اللسين (بالإنجليزية: Lingula)‏.
في حال وجود مريضة تفرز الحليب في غير أيام الرضاعة، لتشخيص حالتها نأخذ صورة
شعاعية لمنظر الغدة النخامية باعتبار هرمون البرولاكتين المسؤول عن إفراز الحليب يفرز
من الغدة النخامية .
وللتأكد من وجود ورم في الغدة النخامية أو مرض بسيط له حل دوائي ننظر إلى السرج
التركي إذا كان بحجمه الطبيعي فهذا دليل على عدم وجود ورم بالغدة النخامية .
ولكن في حالة إصابة الغدة النخامية بورم يتوسع السرج التركي وقد يتسبب هذا التوسع
بحدوث كسور .
قديماً: كانت عملية استئصال الغدة النخامية عن طريق فتحة من القحف، ولكن تطورت
الأساليب حتى تم استخدام أدوات التنظير والأدوات المجهرية .

## ثانياً: الجناحان الصغيران Small wings
يشارك الوجه العلوي للجناح الصغير في تشكيل الحفرة القحفية الأمامية، وللجناح الصغير حافة أمامية تتمفصل مع القسم الحجاجي للجبهي، وحافة خلفية حرة تحدد مع الجناح الكبير للوتدي الشق الحجاجي العلوي.

## ثالثاً: الجناحان الكبيران Great wings
يتجهان نحو الأعلى والوحشي والخلف، يساهمان بتشكيل الحفرة الصدغية والحفرة تحت الصدغية والحفرة الجناحية الحنكية، وللجناح خمس حواف ووجهان :

### الوجه داخل القحف
يسهم بتشكيل الحفرة القحفية الوسطى ويتميز بأثلام للشريان السحائي الأوسط، وبوجود ثلاثة ثقوب هي من الأمام للخلف:
1. الثقبة المدورة (بالإنجليزية: Foramen rotundum)‏: يمر منها العصب الفكي العلوي.
2. الثقبة البيضية(بالإنجليزية: Foramen ovale)‏: يمر منها العصب الفكي السفلي والشريان السحائي اللاحق.
3. الثقبة الشوكية(بالإنجليزية: Foramen spinosum)‏: يمر منها الفرع السحائي للعصب الفكي السفلي والشريان السحائي الأوسط.

### الوجه خارج القحف
يتميز بثلاثة وجوه: صدغي وحجاجي وفكي:
1. الوجه الصدغي (الجانبي): هو القسم الوحشي السفلي من الوجه الخارجي، يقسمه عرف أفقي هو العرف تحت الصدغي إلى قسمين : علوي يشكل قسماً من أرضية

الحفرة الصدغية، وسفلي يشكل معظم سقف الحفرة تحت الصدغية وتنفتح عليه الثقبتان البيضية والشوكية.
1. الوجه الحجاجي: وجه مربع يشكل معظم جدار الحجاج الوحشي، ويشكل الحد الخلفي الوحشي للشق الحجاجي السفلي، وتشكل حافته الإنسية الحادة الحد

السفلي للشق الحجاجي العلوي.
1. الوجه الفكي: يشكل الحد الخلفي للحفرة الجناحية الحنكية وتنفتح عليه الثقبة المدورة.

### خمس حواف
1. تتمفصل الحافة الصدفية مع صدفة الصدغي .
2. تتمفصل الحافة الجدارية مع العظم الجداري .
3. الحافة الامامية حرة تشكل الحد الخلفي للشق الحجابي العلوي .
4. تتمفصل الحافة الجبهية مع العظم الجبهي .
5. الحافة الخلفية يشكل نصفها الإنسي الحد الأمامي للثقبة الممزقة (بالإنجليزية: Foramen lacerum)‏، وتنفتح عليها الفتحة الخلفية للنفق الجناحي الذي يمر منه عصب النفق الجناحي وشريانه، وتتمفصل هذه الحافة مع صخرة الصدغي، وتتميز بشوكة مثلثية هي شوكة الوتدي (منشأ للرباط الوتدي الفكي السفلي)، ويحفر الوجه الداخلي لهذه الحافة تلم يسمى النفير البلعومي الطبلي حيث يتوضع فيه القسم الغضروفي للنفير.

ملاحظات :
على الوجه الصدغي للجناح الكبير يوجد خط يعرف بالعرف تحت الصدغي
Infratemporal crest يفصل بين الحفرة الصدغية والحفرة تحت الصدغية.
الشق الحجابي العلوي Superior orbital fissure : يفصل بين الجناحين الكبير و
الصغير، يساهم مع الجناحين في تشكيل جوف الحجاج، وتمر منه الأعصاب المحركة و
الحسية للعين والوريد العيني.
•ينزلان عمودياً من مكان التحام الجناحين الكبيرين بجسم الوتدي، يتكون كل ناتئ من
صفحتين جناحيتين إنسية ووحشية، تتحدان بالأمام لكنهما تبقيان منفصلتين
بالخلف، فتتكون بينهما الحفرة الخلفية الجناحية، والالتحام الأمامي يتوقف بالأسفل
فتتشكل الثلمة الجناحية oid notchPteryg يملؤها الناتئ الهرمي للعظم الحنكي.
•يساهم الناتئان الجناحيان بتشكيل الحفرة الصدغية، والحفرة تحت الصدغية، و
الحفرة الجناحية الحنكية.
•للناتئ ثلاثة وجوه : أمامي ووحشي وخلفي:
- الوجه الأمامي : يتميز بالفوهة الأمامية للنفق الجناحي Pterygoid canal .
- الوجه الوحشي : يشكل جزءاً من الجدار الإنسي للحفرة تحت الصدغية Infratemporal fossa .
- الوجه الخلفي : تشغله الحفرة الجناحية Pterygoid fossa يشاهد في أعلاها
انخفاض صغير متوضع في الصفيحة الجناحية الإنسية يسمى الحفرة الزورقية
Scaphoid fossa .
إضافات من الكتاب :
- من الحفرة الزورقية العضلة موترة شراع الحنك.
رابعاً : الناتئان الجناحيان
Pterygoid processes
- يلاحظ امتداد للحافة الخلفية للصفيحة الجناحية الإنسية نحو الأسفل على شكل كلابة
تسمى الشص الجناحي Pterygoid hamulus الذي ينعطف عليه وتر العضلة موترة
شراع الحنك.
- يشكل الوجه الوحشي للصفيحة الجناحية الوحشية Lateral Pterygoid plate جزءاً
من الجدار الإنسي للحفرة تحت الصدغية، وتنشأ منها العضلة الجناحية الوحشية، أما
وجهها الإنسي يشكل جزءاً من الحفرة الجناحية وتنشا منه العضلة الجناحية الإنسية.
- يشكل الوجه الوحشي للصفيحة الجناحية الإنسية Medial Pterygoid plate جزءاً
من الحفرة الجناحية وتشاهد بأعلاها الحفرة الزورقية، ويشكل وجهها الإنسي جزءاً من
الجدار الوحشي لجوف الأنف.
- تتمادى الصفيحة الجناحية الإنسية في الأعلى بصفيحة رقيقة هي الناتئ الغمدي
Vaginal process الذي يتمفصل في الأمام مع الناتئ الوتدي لللعظم الحنكي وفي
الخلف مع جناح الميكعة.
ملاحظة: ذكر الدكتور بعض نماذج أسئلة الامتحان مثل: أجزاء عظم ما مع طرح
الإجابات كمصطلحات أجنبية، البنى التي تشكل الوتيرة، ما يمر من النفق البصري، وكيفية
الوصول للغدة النخامية دون أذية الدماغ)سؤال عملي.

## الأقسام
يقسم العظم الوتدي إلى الأجزاء التالية:
- قسم ناصف (يقع على الخط الناصف) يدعى جسم العظم الوتدي
- الجناحان الكبيران وجناحان الصغيران.
- الناتئ الجناحي للعظم الوتدي.

بالإضافة للمحارات الوتدية التي تتوضع في الجزء الأمامي والخلفي من جسم العظم الوتدي.

## صور

عظام الوجه.
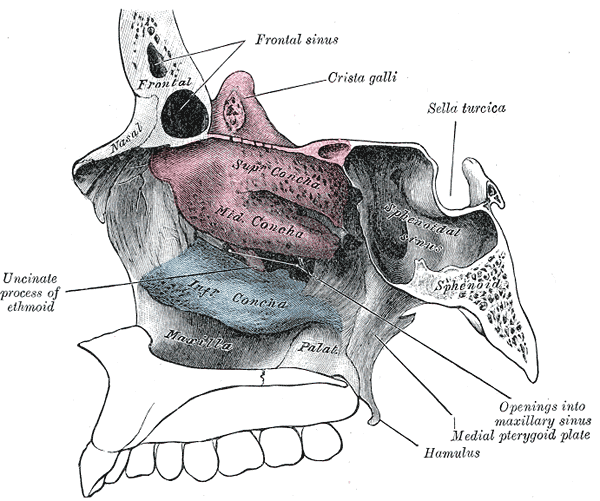
الجدار الجانبي للتجويف الأنفي تظهر العظم الغربالي في موضعه.
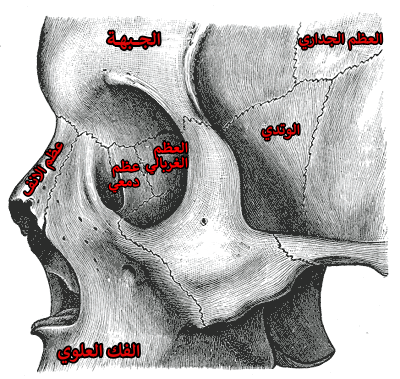
العظم الوتدي يظهر في منتصف الصورة إلى اليمين.
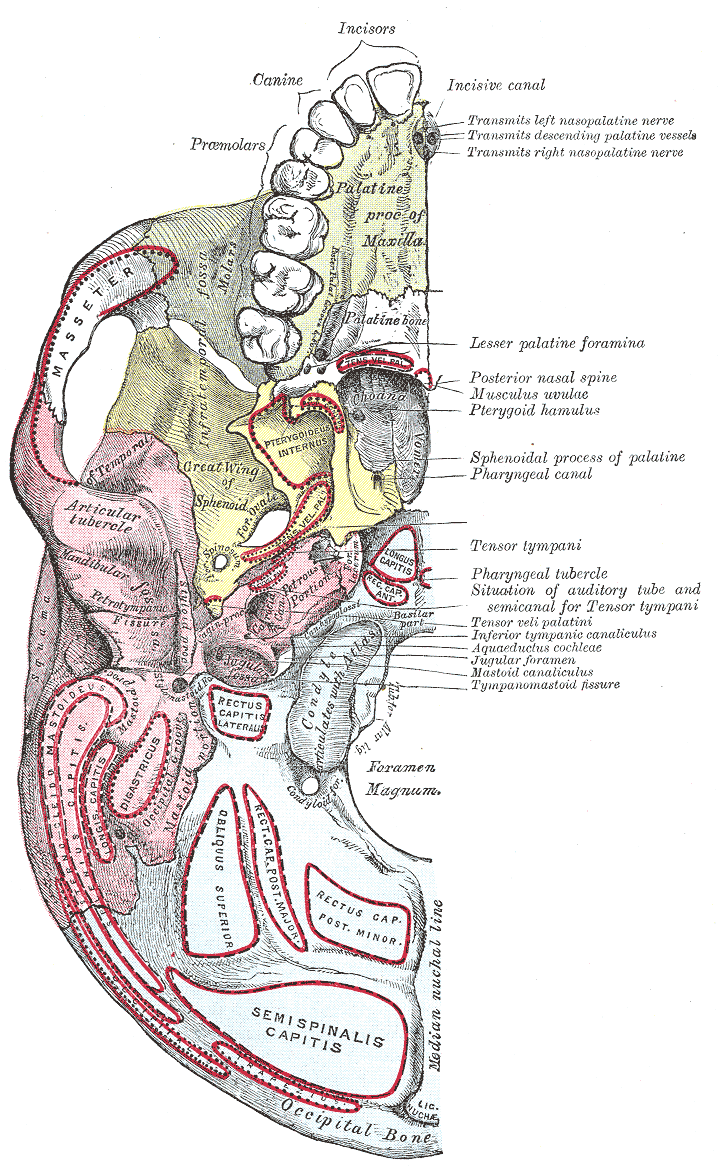
قاعدة الجمجمة. الواجهة السفلية.
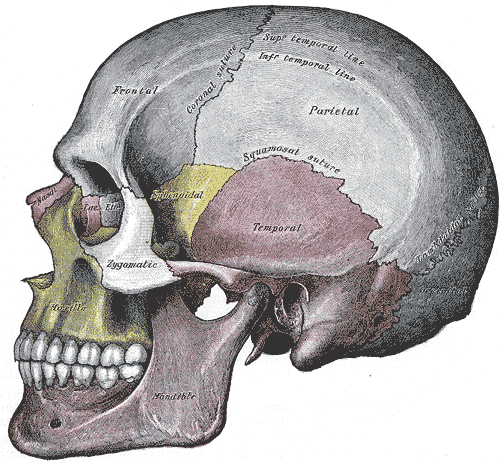
رؤية جانبية للجمجمة.
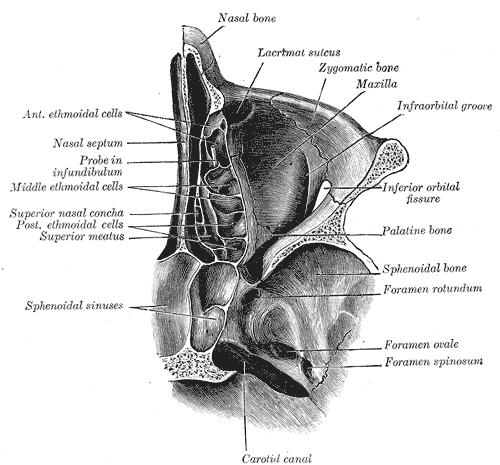
Horizontal section of nasal and orbital cavities.
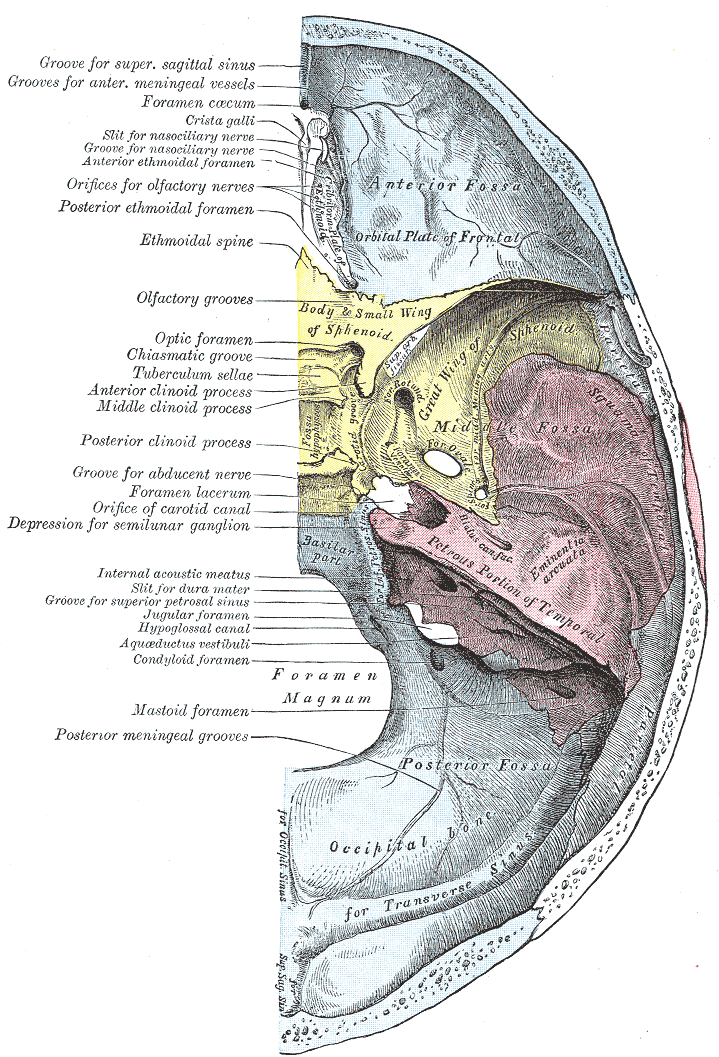
جزء من الجمجمة.
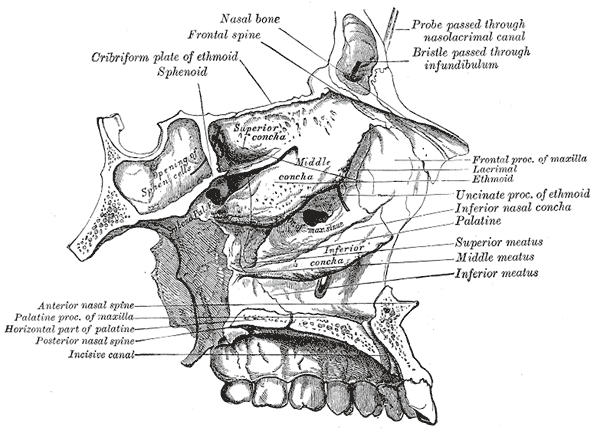
Roof, floor, and lateral wall of left nasal cavity.
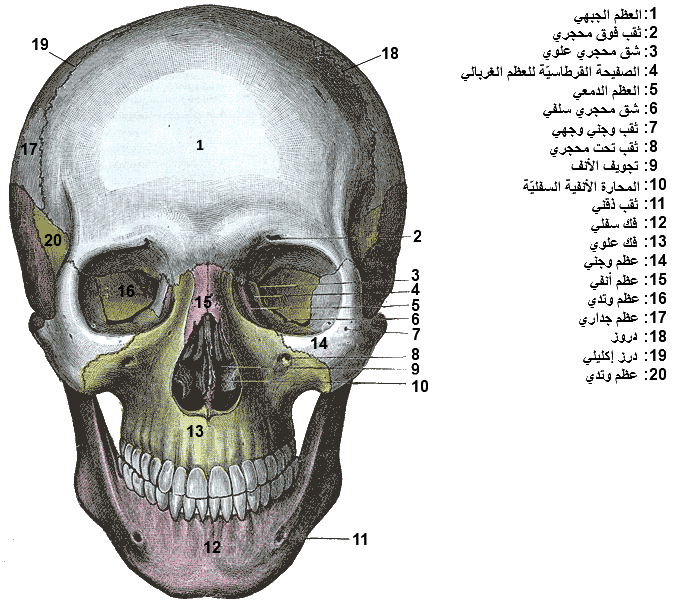
The skull from the front. The sphenoid is labeled with yellow to the left of the picture, both in the orbit and behind the zygomatic process
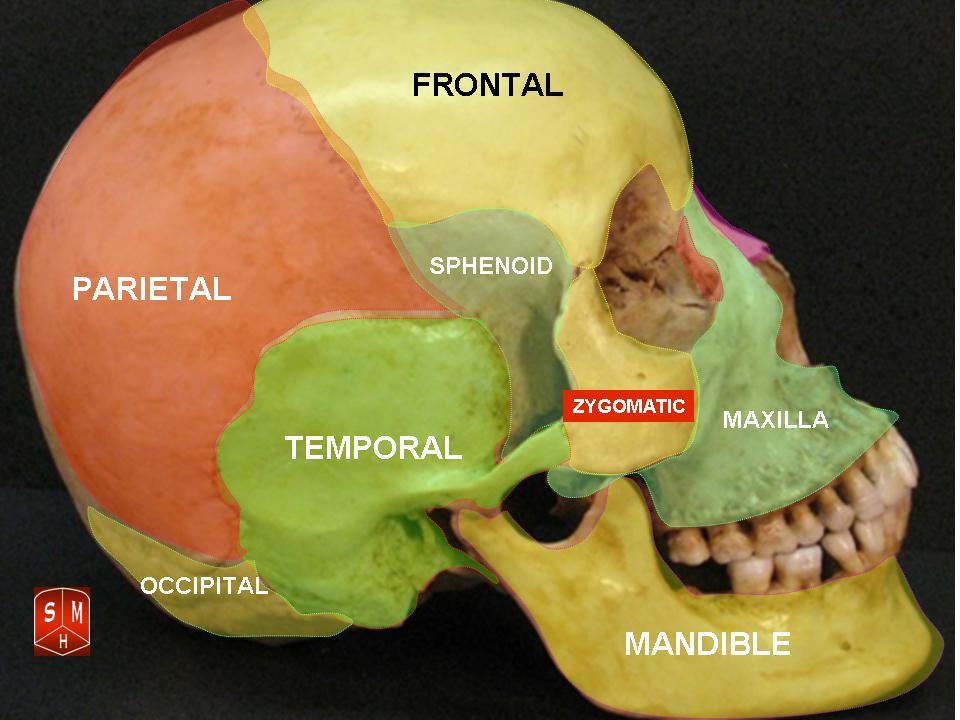
عظم وتدي